# Fred Derby

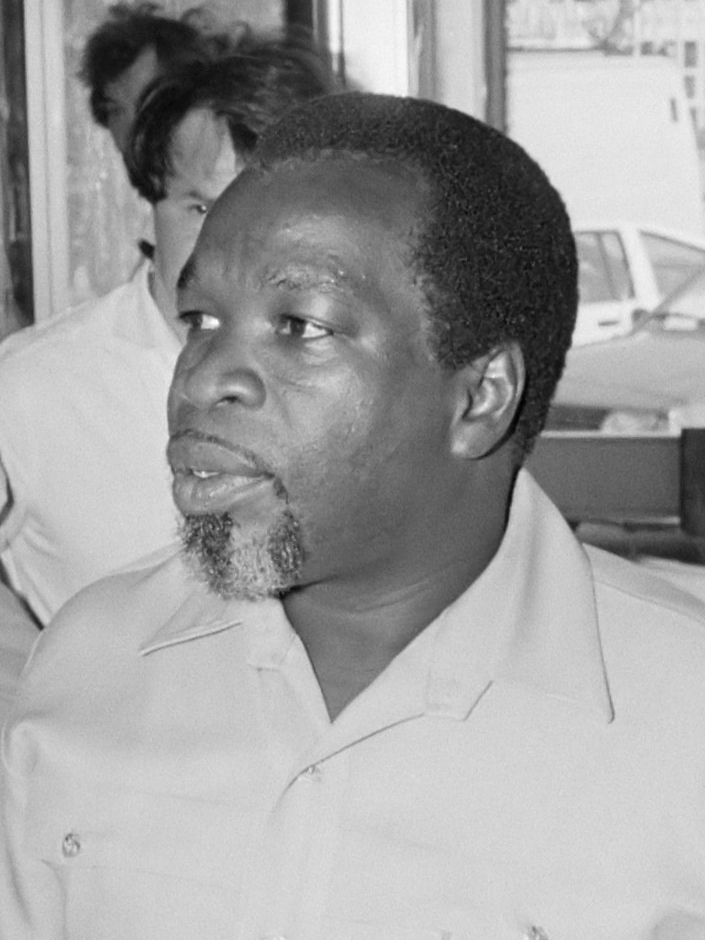
Fred Derby

Frederik Marinus Emanuel Derby (Para, 13 de marzo de 1940 - Paramaribo, 19 de mayo de 2001) fue un político y sindicalista de Surinam. Fue el único sobreviviente de los Asesinatos de Diciembre. En los años previos a su muerte, luchó por una investigación sobre estos hechos, y entregó una serie de testimonios sobre lo que le había sucedido en Fuerte Zeelandia.

## Biografía
Derby nació en el distrito de Para, en el antiguo Berlijn. En 1954 se fue como cuidador de acogida a Paramaribo. Asistió a la escuela secundaria, y recibió el certificado de maestro. Luego se convirtió en maestro en una escuela técnica. En 1968 era un sindicalista, y participó en la creación de la Confederación C-47 en 1970. Se unió al Partido Republicano Nacionalista (PNR), que buscaba la independencia de Surinam, y se sentó en representación de ese partido desde 1973 hasta 1977 en la Asamblea Nacional de Surinam.
En la noche del 7 al 8 de diciembre de 1982 fue detenido por soldados y llevado a Fuerte Zeelandia. Al día siguiente, fue el único de los detenidos en ser puesto en libertad, según sus propias palabras por la iniciativa de Desi Bouterse. Derby surgió como un fuerte opositor a Bouterse, y luchó en los últimos años de su vida para la investigación de los asesinatos de diciembre. El 8 de diciembre de 2000, entregó una serie de testimonios sobre lo que había sucedido en el documental El dilema de Derby, de Yvette Forster.
Derby fundó en 1987 junto con Siegfried Gilds el Partido del Trabajo de Surinam (SPA). A través de la SPA se vio involucrado en el gobierno de Ronald Venetiaan. Fue un gran opositor a la participación del FMI en Surinam, y tenía miedo de que su mayoría empresaria india se hiciera cargo del sector de servicios en Surinam.
Fred Derby se casó y tuvo siete hijos. Murió a la edad de 61 años en Paramaribo de un paro cardiaco durante un partido de fútbol.